# Tamalous
Tamalous è un comune dell'Algeria, situato nella provincia di Skikda.